# Biert
Biert är en kommun i departementet Ariège i regionen Occitanien i södra Frankrike. Kommunen ligger  i kantonen Massat som ligger i arrondissementet Saint-Girons. År 2022 hade Biert 307 invånare.

## Befolkningsutveckling
Antalet invånare i kommunen Biert
Referens: INSEE